# Косовски циклус
Косовски циклус српске народне поезије је збирка епских народних песама о Косовском боју.
Све песме из овог циклуса посредно или непосредно говоре о самој бици, везују се за исте ликове и временски су ограничене на кратак период пре боја, за време боја и након њега. У песмама доминирају два главна мотива, а то су мотиви херојске погибије и издаје.
Народне епске песме о Косовском боју, тј. песме косовског циклуса су песме из времена када је српска држава још била под турском влашћу. Србима, од којих је већина била немоћна под Турцима, били су потребни јунаци. Тако је нпр. постао и мит о Марку Краљевићу. Српски историчар и академик монах Иларион Руварац је 1854. написао: Порекло ових песама није из народа, већ је већина њих настала у цркви, као део црквених проповеди, ал' су их пјевачи после мењали како им беше драго.
Више изабраних песама превела је на француски језик, у десетерцу, Биљана Јаневска 2013. године.

## Песме
- Бановић Страхиња
- Кнежева клетва
- Цар Лазар и царица Милица
- Кнежева вечера
- Косанчић Иван уходи Турке
- Пропаст царства српскога
- Милош у Косову
- Три добра јунака
- Мусић Стеван
- Царица Милица и Владета војвода
- Слуга Милутин
- Смрт Милоша Обилића
- Косовка девојка
- Смрт мајке Југовића
- Сан царице Милице
- Косовски бој
- Цар Лазар се приволева царству небеском